# 芒特拉貢納 (加利福尼亞州)
芒特拉貢納（英語：Mount Laguna）是位於美國加利福尼亞州聖地牙哥縣的一個人口普查指定地區。

## 地理
芒特拉貢納的座標為32°52′20″N 116°25′03″W / 32.87222°N 116.41750°W，而該地最高點為海拔高度1911米（即6271英尺）。

## 人口
根據2010年美國人口普查的數據，芒特拉貢納的面積為18.857平方千米，當中陸地面積為17.872平方千米，而水域面積為0.000平方千米。當地共有人口57人，而人口密度為每平方千米3人。